# Паулаускас, Модестас Феликсович
Модестас Феликсович Паулаускас (лит. Modestas Juozapas Paulauskas; род. 19 марта 1945, Кретинга) — советский литовский баскетболист, капитан сборной СССР, олимпийский чемпион 1972 года, двукратный чемпион мира (1967 и 1974) и 4-кратный чемпион Европы. Рост — 194 см. Заслуженный мастер спорта СССР (1967). Семь раз признавался лучшим спортсменом года в Литве. Член Зала славы ФИБА (2020)

## Биография
В 1971 году окончил Государственный институт физического воспитания в Каунасе. Старший преподаватель кафедры физвоспитания Каунасского политехнического института в начале 1980-х гг.
В 1963—1976 годах играл за «Жальгирис» (Каунас). В 1969—1974 годах — капитан сборной СССР. В 1976 году на прощальный матч Паулаускаса приехала сборная СССР, а сам баскетболист сыграл по тайму за «Жальгирис» и сборную СССР.
В 1979 году тренировал сборную юниоров Анголы. В 1977—1979 годах тренер, в 1979—1989 — старший тренер юношеской сборной СССР — бронзового призёра ЧЕ-77, чемпиона Европы 1981 года.
В 1991 году — главный тренер «Жальгириса».
С 1993 года работал директором спортивной школы в городе Йонишкис и тренером одноимённой баскетбольной команды из 2-го дивизиона Литвы.
С 2005 года два раза в неделю тренирует школьников в Краснознаменске (Калининградская область). По словам Паулаускаса, «в Шакяе в спортшколе я веду несколько групп. А сюда, в Краснознаменск, меня гонит ностальгия по моей советской юности. Я хочу слышать русскую речь и помогать ребятам».

## Достижения
- Олимпийский чемпион 1972
- Бронзовый призёр ОИ-68
- Чемпион мира 1967, 1974
- Бронзовый призёр ЧМ-70
- Чемпион Европы 1965, 1967, 1969, 1971
- Бронзовый призёр ЧЕ-73
- Бронзовый призёр чемпионатов СССР 1971, 1973
- Чемпион Универсиады (1970), серебряный призёр (1965)
- Награждён двумя орденами «Знак Почёта»
- Командор ордена Великого князя Литовского Гядиминаса (13 февраля 1995 года)[3]
- Благодарность Президента Российской Федерации (21 декабря 2006 года, Россия) — за заслуги в укреплении дружественных отношений и развитии сотрудничества между государствами в области спорта[4]
- Медаль «За заслуги перед Калининградской областью» (2009 год, Калининградская область, Россия)[5]
- Диплом правительственной комиссии по делам соотечественников за рубежом (2010 год, Россия) —  за особый вклад в поддержку здорового образа жизни, физической культуры и спорта среди российских соотечественников[6]

## Семья
Женат, сын был баскетболистом, играл за дубль ЦСКА.

## Киновоплощение
В фильме 2017 года «Движение вверх», который посвящён победе команды СССР на Олимпийских играх 1972 года, роль Паулаускаса сыграл литовский актёр Джеймс (Жильвинас) Тратас.

Российский тренер и баскетбольный комментатор Владимир Гомельский поделился собственным мнением о картине: 
Фильм вызвал сильные положительные эмоции. Да, далеко не все события были в тот самый период времени, но это художественный фильм, а значит есть место художественному вымыслу. Единственное, что меня лично напрягло — сюжетная линия с Модестасом Паулаускасом, ведь он никогда не думал о побеге и не был предателем Родины, как представлено в фильме. Хорошо, что сам он, посмотрев картину, не обиделся на её создателей